# ISO 3166-2:VC

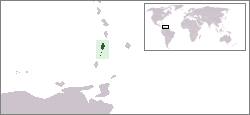
Lokalita Svatého Vincence a Grenadiny na mapě

Kódy ISO 3166-2 pro Svatého Vincence a Grenadiny identifikují 6 farností (stav v roce 2015; anglicky  parish, francouzsky paroisse). První část (VC) je mezinárodní kód pro Svatého Vincence a Grenadiny, druhá část sestává ze dvou čísel identifikujících farnost.

## Seznam kódů
```
VC-01 Charlotte
VC-02 Saint Andrew
VC-03 Saint David
VC-04 Saint George
VC-05 Saint Patrick
VC-06 
Grenadines
```